# Sitalá
Sitalá est une municipalité du Chiapas, au Mexique. Elle couvre une superficie de 390 km2 et compte 13 844 habitants en 2015.